# انتخابات سراسری مراکش (۲۰۲۱)
انتخابات سراسری مراکش (انگلیسی: 2021 Moroccan general election) در ۸ سپتامبر ۲۰۲۱ برگزار شد. این انتخاب برای تعیین ۳۹۵ عضو مجلس نمایندگان برگزار گردید. تجمع ملی آزادگان به رهبری عزیز اخنوش بیشترین کرسی (۱۰۲) کرسی را تصاحب کرد و ۶۵کرسی بیشتر به نسبت به انتخابات قبلی کسب کرد. حزب لیبرال اصالت و مدرنیته (PAM) با از دست دادن ۱۵ کرسی و کسب ۸۷ کرسی مقام دومی را به دست آورد. حزب استقلال راست میانه ۳۵ کرسی به دست آورد و با مجموع ۸۱ کرسی مقام سوم را از آن خود کرد. حزب حاکم عدالت و توسعه تنها ۱۳ کرسی به دست آورد و در واقع ۱۱۲ کرسی از دست داد.